# Eleições presidenciais portuguesas de 2001 no distrito de Aveiro
| Eleições presidenciais portuguesas de 2001 Distritos: Aveiro \| Beja \| Braga \| Bragança \| Castelo Branco \| Coimbra \| Évora \| Faro \| Guarda \| Leiria \| Lisboa \| Portalegre \| Porto \| Santarém \| Setúbal \| Viana do Castelo \| Vila Real \| Viseu \| Açores \| Madeira \| Estrangeiro |

## Resultados por Concelho
Os resultados nos concelhos do Distrito de Aveiro foram os seguintes:

### Águeda
| Candidato               | Candidato                  | Votos  | %               |
| ----------------------- | -------------------------- | ------ | --------------- |
|                         | Jorge Sampaio              | 10 386 | 51,99 / 100,00  |
|                         | Joaquim Ferreira do Amaral | 8 569  | 42,90 / 100,00  |
|                         | Fernando Rosas             | 412    | 2,06 / 100,00   |
|                         | António Abreu              | 395    | 1,98 / 100,00   |
|                         | António Garcia Pereira     | 213    | 1,07 / 100,00   |
| Votos Inválidos         | Votos Inválidos            | 494    | 2,41 / 100,00   |
| Total                   | Total                      | 20 469 | 100,00 / 100,00 |
| Eleitorado/Participação | Eleitorado/Participação    | 40 772 | 50,20 / 100,00  |

### Albergaria-a-Velha
| Candidato               | Candidato                  | Votos  | %               |
| ----------------------- | -------------------------- | ------ | --------------- |
|                         | Joaquim Ferreira do Amaral | 4 708  | 49,20 / 100,00  |
|                         | Jorge Sampaio              | 4 324  | 45,19 / 100,00  |
|                         | Fernando Rosas             | 243    | 2,54 / 100,00   |
|                         | António Abreu              | 163    | 1,70 / 100,00   |
|                         | António Garcia Pereira     | 131    | 1,37 / 100,00   |
| Votos Inválidos         | Votos Inválidos            | 250    | 2,55 / 100,00   |
| Total                   | Total                      | 9 819  | 100,00 / 100,00 |
| Eleitorado/Participação | Eleitorado/Participação    | 19 552 | 50,22 / 100,00  |

### Anadia
| Candidato               | Candidato                  | Votos  | %               |
| ----------------------- | -------------------------- | ------ | --------------- |
|                         | Joaquim Ferreira do Amaral | 6 635  | 49,61 / 100,00  |
|                         | Jorge Sampaio              | 6 085  | 45,50 / 100,00  |
|                         | Fernando Rosas             | 307    | 2,30 / 100,00   |
|                         | António Abreu              | 182    | 1,36 / 100,00   |
|                         | António Garcia Pereira     | 166    | 1,24 / 100,00   |
| Votos Inválidos         | Votos Inválidos            | 502    | 3,62 / 100,00   |
| Total                   | Total                      | 13 877 | 100,00 / 100,00 |
| Eleitorado/Participação | Eleitorado/Participação    | 27 037 | 51,33 / 100,00  |

### Arouca
| Candidato               | Candidato                  | Votos  | %               |
| ----------------------- | -------------------------- | ------ | --------------- |
|                         | Joaquim Ferreira do Amaral | 5 376  | 52,26 / 100,00  |
|                         | Jorge Sampaio              | 4 334  | 42,13 / 100,00  |
|                         | Fernando Rosas             | 280    | 2,72 / 100,00   |
|                         | António Garcia Pereira     | 172    | 1,67 / 100,00   |
|                         | António Abreu              | 125    | 1,22 / 100,00   |
| Votos Inválidos         | Votos Inválidos            | 263    | 2,49 / 100,00   |
| Total                   | Total                      | 10 550 | 100,00 / 100,00 |
| Eleitorado/Participação | Eleitorado/Participação    | 20 316 | 51,93 / 100,00  |

### Aveiro
| Candidato               | Candidato                  | Votos  | %               |
| ----------------------- | -------------------------- | ------ | --------------- |
|                         | Jorge Sampaio              | 14 392 | 48,79 / 100,00  |
|                         | Joaquim Ferreira do Amaral | 12 954 | 43,92 / 100,00  |
|                         | Fernando Rosas             | 911    | 3,09 / 100,00   |
|                         | António Abreu              | 659    | 2,23 / 100,00   |
|                         | António Garcia Pereira     | 581    | 1,97 / 100,00   |
| Votos Inválidos         | Votos Inválidos            | 1 062  | 3,47 / 100,00   |
| Total                   | Total                      | 30 559 | 100,00 / 100,00 |
| Eleitorado/Participação | Eleitorado/Participação    | 59 623 | 51,25 / 100,00  |

### Castelo de Paiva
| Candidato               | Candidato                  | Votos  | %               |
| ----------------------- | -------------------------- | ------ | --------------- |
|                         | Jorge Sampaio              | 3 768  | 55,01 / 100,00  |
|                         | Joaquim Ferreira do Amaral | 2 749  | 40,13 / 100,00  |
|                         | Fernando Rosas             | 166    | 2,42 / 100,00   |
|                         | António Abreu              | 92     | 1,34 / 100,00   |
|                         | António Garcia Pereira     | 75     | 1,09 / 100,00   |
| Votos Inválidos         | Votos Inválidos            | 138    | 1,98 / 100,00   |
| Total                   | Total                      | 6 988  | 100,00 / 100,00 |
| Eleitorado/Participação | Eleitorado/Participação    | 14 248 | 49,05 / 100,00  |

### Espinho
| Candidato               | Candidato                  | Votos  | %               |
| ----------------------- | -------------------------- | ------ | --------------- |
|                         | Jorge Sampaio              | 9 423  | 55,58 / 100,00  |
|                         | Joaquim Ferreira do Amaral | 6 098  | 35,97 / 100,00  |
|                         | António Abreu              | 753    | 4,44 / 100,00   |
|                         | Fernando Rosas             | 443    | 2,61 / 100,00   |
|                         | António Garcia Pereira     | 237    | 1,40 / 100,00   |
| Votos Inválidos         | Votos Inválidos            | 611    | 3,48 / 100,00   |
| Total                   | Total                      | 17 565 | 100,00 / 100,00 |
| Eleitorado/Participação | Eleitorado/Participação    | 30 550 | 57,50 / 100,00  |

### Estarreja
| Candidato               | Candidato                  | Votos  | %               |
| ----------------------- | -------------------------- | ------ | --------------- |
|                         | Jorge Sampaio              | 5 421  | 48,23 / 100,00  |
|                         | Joaquim Ferreira do Amaral | 5 126  | 45,60 / 100,00  |
|                         | António Abreu              | 298    | 2,65 / 100,00   |
|                         | Fernando Rosas             | 249    | 2,22 / 100,00   |
|                         | António Garcia Pereira     | 147    | 1,31 / 100,00   |
| Votos Inválidos         | Votos Inválidos            | 272    | 2,36 / 100,00   |
| Total                   | Total                      | 11 513 | 100,00 / 100,00 |
| Eleitorado/Participação | Eleitorado/Participação    | 22 660 | 50,81 / 100,00  |

### Ílhavo
| Candidato               | Candidato                  | Votos  | %               |
| ----------------------- | -------------------------- | ------ | --------------- |
|                         | Jorge Sampaio              | 6 304  | 50,23 / 100,00  |
|                         | Joaquim Ferreira do Amaral | 5 422  | 43,20 / 100,00  |
|                         | Fernando Rosas             | 357    | 2,84 / 100,00   |
|                         | António Abreu              | 280    | 2,23 / 100,00   |
|                         | António Garcia Pereira     | 187    | 1,49 / 100,00   |
| Votos Inválidos         | Votos Inválidos            | 432    | 3,33 / 100,00   |
| Total                   | Total                      | 12 982 | 100,00 / 100,00 |
| Eleitorado/Participação | Eleitorado/Participação    | 28 651 | 45,31 / 100,00  |

### Mealhada
| Candidato               | Candidato                  | Votos  | %               |
| ----------------------- | -------------------------- | ------ | --------------- |
|                         | Jorge Sampaio              | 4 954  | 63,71 / 100,00  |
|                         | Joaquim Ferreira do Amaral | 2 276  | 29,27 / 100,00  |
|                         | António Abreu              | 248    | 3,19 / 100,00   |
|                         | Fernando Rosas             | 179    | 2,30 / 100,00   |
|                         | António Garcia Pereira     | 119    | 1,53 / 100,00   |
| Votos Inválidos         | Votos Inválidos            | 259    | 3,22 / 100,00   |
| Total                   | Total                      | 8 035  | 100,00 / 100,00 |
| Eleitorado/Participação | Eleitorado/Participação    | 16 859 | 47,66 / 100,00  |

### Murtosa
| Candidato               | Candidato                  | Votos | %               |
| ----------------------- | -------------------------- | ----- | --------------- |
|                         | Joaquim Ferreira do Amaral | 2 160 | 62,39 / 100,00  |
|                         | Jorge Sampaio              | 1 163 | 33,59 / 100,00  |
|                         | Fernando Rosas             | 56    | 1,62 / 100,00   |
|                         | António Garcia Pereira     | 49    | 1,42 / 100,00   |
|                         | António Abreu              | 34    | 0,98 / 100,00   |
| Votos Inválidos         | Votos Inválidos            | 81    | 2,29 / 100,00   |
| Total                   | Total                      | 3 543 | 100,00 / 100,00 |
| Eleitorado/Participação | Eleitorado/Participação    | 8 336 | 42,50 / 100,00  |

### Oliveira de Azeméis
| Candidato               | Candidato                  | Votos  | %               |
| ----------------------- | -------------------------- | ------ | --------------- |
|                         | Jorge Sampaio              | 16 349 | 54,53 / 100,00  |
|                         | Joaquim Ferreira do Amaral | 12 206 | 40,64 / 100,00  |
|                         | Fernando Rosas             | 617    | 2,05 / 100,00   |
|                         | António Abreu              | 473    | 1,57 / 100,00   |
|                         | António Garcia Pereira     | 393    | 1,31 / 100,00   |
| Votos Inválidos         | Votos Inválidos            | 748    | 2,43 / 100,00   |
| Total                   | Total                      | 30 786 | 100,00 / 100,00 |
| Eleitorado/Participação | Eleitorado/Participação    | 56 177 | 54,80 / 100,00  |

### Oliveira do Bairro
| Candidato               | Candidato                  | Votos  | %               |
| ----------------------- | -------------------------- | ------ | --------------- |
|                         | Joaquim Ferreira do Amaral | 5 582  | 63,80 / 100,00  |
|                         | Jorge Sampaio              | 2 821  | 32,24 / 100,00  |
|                         | Fernando Rosas             | 133    | 1,52 / 100,00   |
|                         | António Abreu              | 110    | 1,26 / 100,00   |
|                         | António Garcia Pereira     | 103    | 1,18 / 100,00   |
| Votos Inválidos         | Votos Inválidos            | 282    | 3,12 / 100,00   |
| Total                   | Total                      | 9 031  | 100,00 / 100,00 |
| Eleitorado/Participação | Eleitorado/Participação    | 16 880 | 53,50 / 100,00  |

### Ovar
| Candidato               | Candidato                  | Votos  | %               |
| ----------------------- | -------------------------- | ------ | --------------- |
|                         | Jorge Sampaio              | 11 766 | 58,46 / 100,00  |
|                         | Joaquim Ferreira do Amaral | 6 827  | 33,92 / 100,00  |
|                         | António Abreu              | 704    | 3,50 / 100,00   |
|                         | Fernando Rosas             | 556    | 2,76 / 100,00   |
|                         | António Garcia Pereira     | 275    | 1,37 / 100,00   |
| Votos Inválidos         | Votos Inválidos            | 527    | 2,56 / 100,00   |
| Total                   | Total                      | 20 655 | 100,00 / 100,00 |
| Eleitorado/Participação | Eleitorado/Participação    | 42 437 | 48,67 / 100,00  |

### Santa Maria da Feira
| Candidato               | Candidato                  | Votos   | %               |
| ----------------------- | -------------------------- | ------- | --------------- |
|                         | Jorge Sampaio              | 31 704  | 56,71 / 100,00  |
|                         | Joaquim Ferreira do Amaral | 21 276  | 38,06 / 100,00  |
|                         | Fernando Rosas             | 1 186   | 2,12 / 100,00   |
|                         | António Abreu              | 1 030   | 1,84 / 100,00   |
|                         | António Garcia Pereira     | 709     | 1,27 / 100,00   |
| Votos Inválidos         | Votos Inválidos            | 1 467   | 2,56 / 100,00   |
| Total                   | Total                      | 57 372  | 100,00 / 100,00 |
| Eleitorado/Participação | Eleitorado/Participação    | 105 739 | 54,26 / 100,00  |

### São João da Madeira
| Candidato               | Candidato                  | Votos  | %               |
| ----------------------- | -------------------------- | ------ | --------------- |
|                         | Jorge Sampaio              | 5 566  | 58,23 / 100,00  |
|                         | Joaquim Ferreira do Amaral | 3 335  | 34,89 / 100,00  |
|                         | António Abreu              | 275    | 2,88 / 100,00   |
|                         | Fernando Rosas             | 232    | 2,43 / 100,00   |
|                         | António Garcia Pereira     | 150    | 1,57 / 100,00   |
| Votos Inválidos         | Votos Inválidos            | 269    | 2,73 / 100,00   |
| Total                   | Total                      | 9 827  | 100,00 / 100,00 |
| Eleitorado/Participação | Eleitorado/Participação    | 18 544 | 52,99 / 100,00  |

### Sever do Vouga
| Candidato               | Candidato                  | Votos  | %               |
| ----------------------- | -------------------------- | ------ | --------------- |
|                         | Joaquim Ferreira do Amaral | 3 693  | 57,78 / 100,00  |
|                         | Jorge Sampaio              | 2 359  | 36,91 / 100,00  |
|                         | Fernando Rosas             | 144    | 2,25 / 100,00   |
|                         | António Abreu              | 113    | 1,77 / 100,00   |
|                         | António Garcia Pereira     | 83     | 1,30 / 100,00   |
| Votos Inválidos         | Votos Inválidos            | 222    | 3,35 / 100,00   |
| Total                   | Total                      | 6 614  | 100,00 / 100,00 |
| Eleitorado/Participação | Eleitorado/Participação    | 11 552 | 57,25 / 100,00  |

### Vagos
| Candidato               | Candidato                  | Votos  | %               |
| ----------------------- | -------------------------- | ------ | --------------- |
|                         | Joaquim Ferreira do Amaral | 5 052  | 67,34 / 100,00  |
|                         | Jorge Sampaio              | 2 115  | 28,19 / 100,00  |
|                         | Fernando Rosas             | 150    | 2,00 / 100,00   |
|                         | António Garcia Pereira     | 99     | 1,32 / 100,00   |
|                         | António Abreu              | 86     | 1,15 / 100,00   |
| Votos Inválidos         | Votos Inválidos            | 199    | 2,58 / 100,00   |
| Total                   | Total                      | 7 701  | 100,00 / 100,00 |
| Eleitorado/Participação | Eleitorado/Participação    | 16 919 | 45,52 / 100,00  |

### Vale de Cambra
| Candidato               | Candidato                  | Votos  | %               |
| ----------------------- | -------------------------- | ------ | --------------- |
|                         | Jorge Sampaio              | 6 067  | 50,35 / 100,00  |
|                         | Joaquim Ferreira do Amaral | 5 262  | 43,67 / 100,00  |
|                         | Fernando Rosas             | 321    | 2,66 / 100,00   |
|                         | António Abreu              | 220    | 1,83 / 100,00   |
|                         | António Garcia Pereira     | 179    | 1,49 / 100,00   |
| Votos Inválidos         | Votos Inválidos            | 513    | 4,08 / 100,00   |
| Total                   | Total                      | 12 562 | 100,00 / 100,00 |
| Eleitorado/Participação | Eleitorado/Participação    | 21 382 | 58,75 / 100,00  |